# Дубительське сільське поселення
Дуби́тельське сільське поселення (рос. Дубительское сельское поселение) — муніципальне утворення у складі Зубово-Полянського району Мордовії, Росія. Адміністративний центр — селище Дубитель.
Станом на 2002 рік існували Дубительська сільська рада (селище Дубитель) та Журавкинська сільська рада (села Авдалово, Журавкино, селище Круглий).
24 квітня 2019 року ліквідоване Журавкинське сільське поселення (села Авдалово, Журавкино, селище Круглий) було приєднане до складу Дубительського сільського поселення.

## Населення
Населення — 1099 осіб (2019, 1409 у 2010, 1732 у 2002).

## Склад
До складу поселення входять такі населені пункти:
| Населений пункт  | Населення, осіб (2002) | Населення, осіб (2010) |
| ---------------- | ---------------------- | ---------------------- |
| Авдалово, село   | 444                    | 395                    |
| Дубитель, селище | 855                    | 698                    |
| Журавкино, село  | 419                    | 309                    |
| Круглий, селище  | 14                     | 7                      |